# 中央广播电视总台军事节目中心
中央广播电视总台军事节目中心，简称总台军事节目中心，于2019年11月9日成立，是中央广播电视总台内设机构。
中央广播电视总台军事节目中心除了负责中国中央电视台国防军事频道的统筹播出工作和部分节目的策划和制作之外，同时承担央广中国之声节目《国防时空》、《新闻有观点·军事周刊》、《新闻晚高峰·晚高峰观军情》以及国广环球资讯广播的《环球军事报道》的策划、制作、播出。

## 沿革
1951年4月16日，中央人民政府人民革命军事委员会、中国人民解放军总政治部发出《关于建立部队无线电广播及收音网的指示》。1950年10月19日，中国人民解放军总政治部与中央广播事业局协商，成立中国人民解放军总政治部宣传部新闻处新闻广播科。1951年5月1日，中央人民广播电台面向中国人民解放军全军官兵开播中华人民共和国首个广播军事节目《部队节目》，并对朝鲜战争进行了战地报道。其后的数十年间，该节目成为中央人民广播电台唯一一档专业军事节目，并历经《解放军生活》《人民解放军》《人民子弟兵》《军事生活》《国防生活》等多次更名，目前则更名为《国防时空》。
1955年，总政新闻广播科转为地方建制，组建中央人民广播电台军事组。1965年，经中央军委批准，北京电视台成立北京电视台军事组，设有专职军事记者，属地方建制（相当于现今的事业单位建制），承担电视军事节目摄制工作。1978年5月1日，北京电视台更名为中国中央电视台，军事组相应改称中国中央电视台军事组。1979年12月23日，中央军委决定，将中央电视台军事组改为中央电视台军事部、中央人民广播电台军事组改为中央人民广播电台军事部，列入军队编制，接受原广播电影电视部和中国人民解放军总政治部双重领导。军事记者改由现役军人出任。1998年8月，中央人民广播电台军事部再次转为事业单位编制，改称中央人民广播电台军事宣传中心，负责广播军事新闻节目制作、播出；而中央电视台军事部则于1996年4月与原总政其它单位整合为解放军电视宣传中心，属于部队建制。
2019年6月，中央广播电视总台党组通过了《关于成立中央广播电视总台军事节目中心的决定》，决定以原中央人民广播电台军事宣传中心人员为基础，并抽调原中国中央电视台新闻中心及中文国际频道部分精干人员，组建中央广播电视总台军事节目中心，作为总台内设机构。11月9日，中央广播电视总台军事节目中心举行成立大会，宣告正式成立。

## 机构设置
根据《关于成立中央广播电视总台军事节目中心的决定》等有关规定，中央广播电视总台军事节目中心设置下列机构： 
- 综合部
- 策划部
- 新闻编辑部
- 新闻采访部
- 专题节目部
- 创新节目部
- 融媒体部
- 频道编辑部
- 广播节目部

## 主管频道
- 中国中央电视台国防军事频道

## 历任领导
中央广播电视总台军事节目中心筹备组召集人
- 刘智力（2019年6月—2019年11月）

中央广播电视总台军事节目中心主任
- 刘智力（2019年11月—2022年8月）
- 何新宇（2022年9月至今）